# Powiat Minami-Matsuura
Powiat Minami-Matsuura (jap. 南松浦郡 Minami-Matsuura-gun) – powiat w Japonii, w prefekturze Nagasaki. W 2024 roku liczył 16 220 mieszkańców.

## Miejscowości
- Shin-Kamigotō